# زندگی عزیز
زندگی عزیز یا جان شیرین (انگلیسی: Dear Life) نام مجموعه داستانی از آلیس مونرو نویسنده کانادایی است که در سال ۲۰۱۲ منتشر شد. بیشتر داستان‌های این مجموعه پیش‌تر در نشریاتی چون نیویورکر و تین‌هاوس چاپ شده بود. این کتاب چند بار به فارسی ترجمه شده‌است.

## ترجمه‌های فارسی
- زندگی عزیز، آلیس مونرو، احمد عزتی پرور (مترجم)، ناشر: ملورین، ۱۳۹۳
- زندگی عزیز، آلیس مونرو، رضوان صدقی‌نژاد (مترجم)، ناشر: گل آذین، ۱۳۹۳
- جان شیرین و شش داستان دیگر، آلیس مونرو، پگاه جهاندار (مترجم)، ناشر: نگاه
- زندگی عزیز، آلیس مونرو، منیره ژیان (مترجم)، ناشر: مهر صفا، اردیبهشت ۱۳۹۳
- زندگی عزیز، آلیس مونرو مژده دقیقی (مترجم)، ناشر: ماهی، بهار ۱۳۹۴
- زندگی عزیز، آلیس مونرو، مریم صبوری، نشر کوله پشتی، ۱۳۹۳.